# Hinterglanz
Hinterglanz ist der Name eines Einzelhofes in der Gemeinde Prägraten am Großvenediger. Der Bauernhof ist ein Ortsteil der Fraktion Hinterbichl.

## Geographie
Hinterglanz liegt südwestlich des Dorfes Hinterbichl etwas abseits des Dorfes und etwas abseits der Straße zwischen Hinterbichl und Ströden. Der Hof mit der Adresse Hinterbichl 23a ist rund 750 Meter von der westsüdwestlich, zwischen Hinterbichl und Ströden liegenden Hofgruppe Forstlehen entfernt und befindet sich rund 200 Meter südwestlich vom Dorf Hinterbichl.

## Geschichte
Der Hof Hinterglanz wurde von der Statistik Austria lange Zeit nicht eigens genannt, sondern bei Hinterbichl miteingerechnet. Erst im Zuge der Volkszählung 1951 wurde Hinterglanz mit einem Wohnhaus und zwölf Bewohnern extra angegeben. 1961 wurden von den Statistikern für Hinterglanz bereits zwei Häuser mit 14 Einwohnern ausgewiesen, wobei Hinterglanz nicht mehr als Einzelhof, sondern als Streusiedlung ausgewiesen wurde. Für das Jahr 1971 verzeichnete die Statistik Austria jedoch nur noch ein Wohnhaus mit sechs Bewohnern, eine Zahl, die sich bis 1981 nicht veränderte. In den Ortsverzeichnissen der Statistik Austria wurde der Einzelhof in der Folge nicht mehr extra genannt.